# 11444 Peshekhonov
11444 Peshekhonov este un asteroid din centura principală de asteroizi.

## Descriere
11444 Peshekhonov este un asteroid din centura principală de asteroizi. A fost descoperit pe 31 august 1978 la Observatorul de Astrofizică din Crimeea de Nikolai Cernîh. Asteroidul prezintă o orbită caracterizată de o semiaxă mare de 2,30 ua, o excentricitate de 0,22 și o înclinație de 3,7° în raport cu ecliptica.